# Villa Ferniani

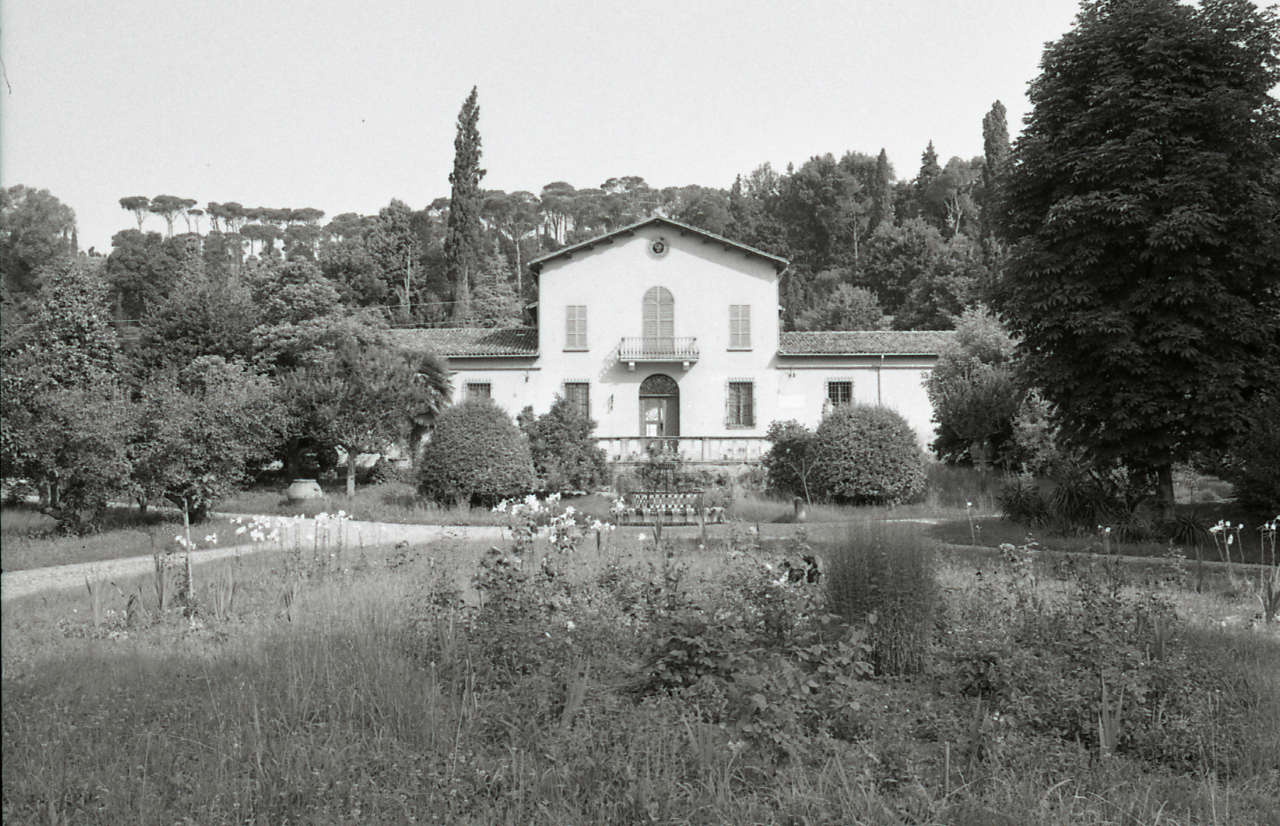
Villa Ferniani (Paolo Monti, 1974)

Die Villa Ferniani, auch Villa Case Grandi genannt, ist ein Landhaus aus dem 18. Jahrhundert in Faenza in der italienischen Region Emilia-Romagna. Es liegt in der Via Firenze. In den Case Grandi ist eine große Sammlung von Majoliken aus der Manufaktur Ferniani erhalten, die zwei Jahrhunderte lang in dem großen Familienbetrieb in Faenza hergestellt wurden.

## Geschichte
Die Villa wurde im Laufe des 18. Jahrhunderts für die Grafen Ferniani auf Basis eines früheren Gebäudes errichtet, das die Familie vom Adligen Andrea Zordi am 29. Oktober 1635 gekauft hatte. 1693 eröffnete der Graf Annibale Carlo Ferniani seine Keramikfabrik, die bis 1893 in Betrieb blieb; dann schloss sie der Graf Annibale IV. Ferniani.

## Beschreibung
Das Landhaus hat zwei Stockwerke; es besteht aus einem höheren und massiveren Mittelbau und zwei symmetrisch angebauten Seitenflügeln. Die Innenräume sind durch wertvolle Ausschmückungen von Künstlern aus Faenza in klassizistischem Stil gekennzeichnet. Neben der Villa wurde ein großes Oratorium errichtet, das mit einer Kuppel und einem Glockenturm versehen ist. Hinter der Villa gibt es felsiges Gelände und einen Klettersteig für die Jagd. Die umgebende Landschaft zeichnet sich durch Reihen majestätischer Pinien aus.

## Galeriebilder

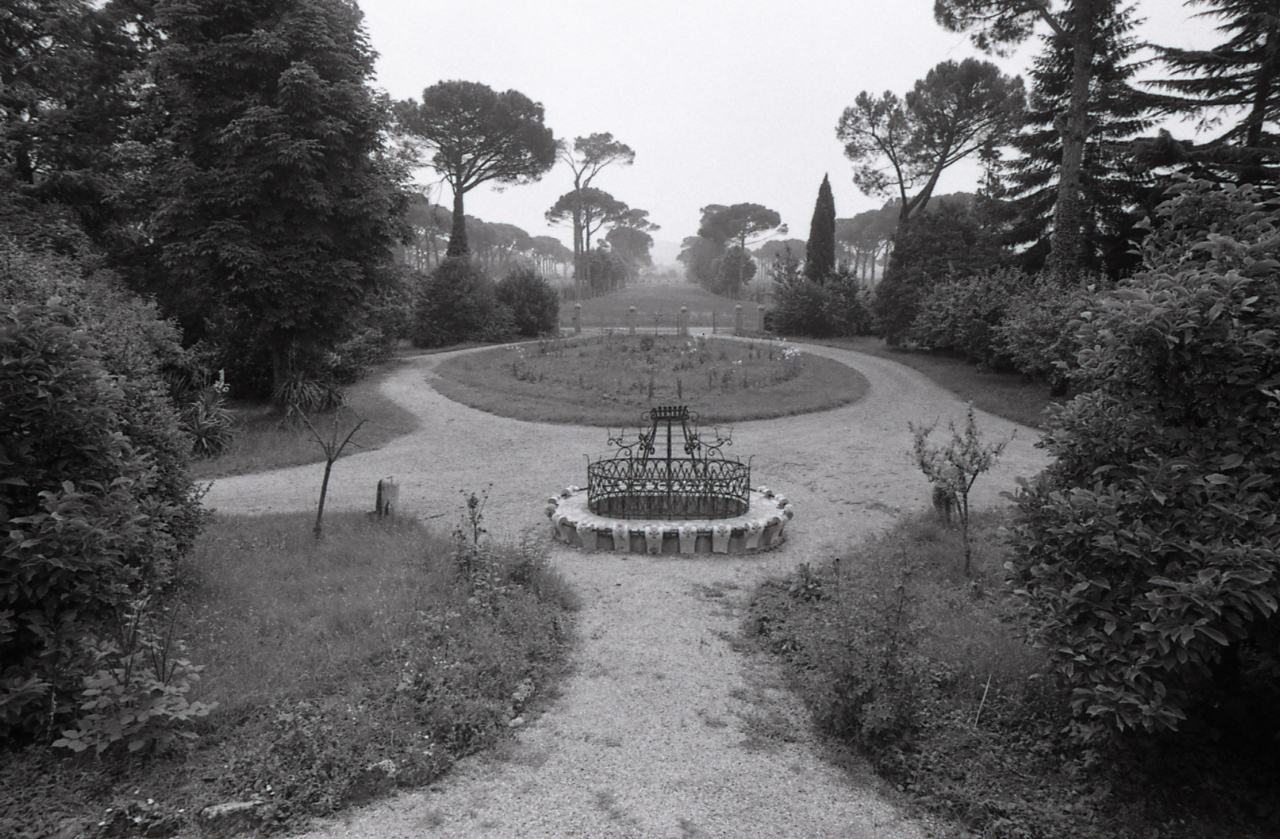
Park vor der Villa (Paolo Monti, 1974)
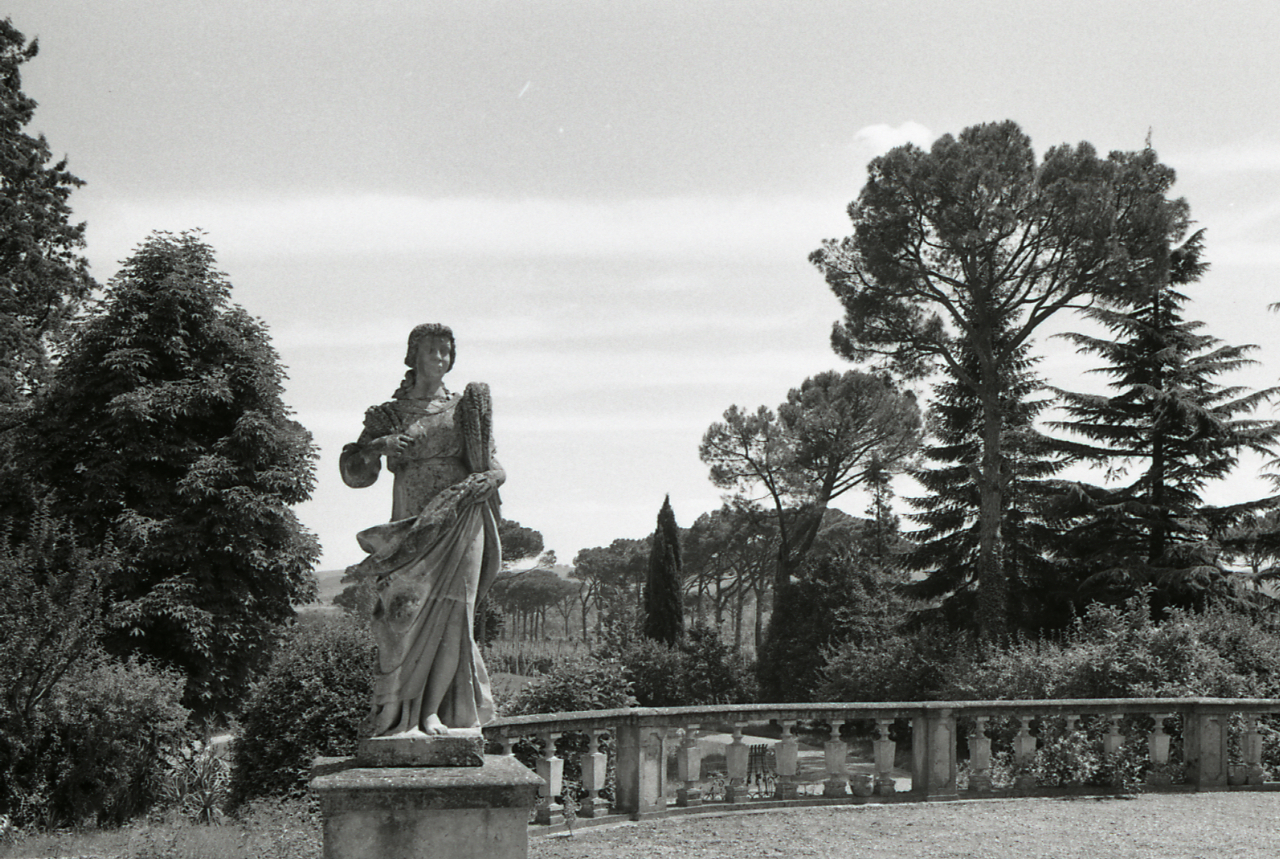
Panoramabalkon vor der Villa (Paolo Monti, 1974)
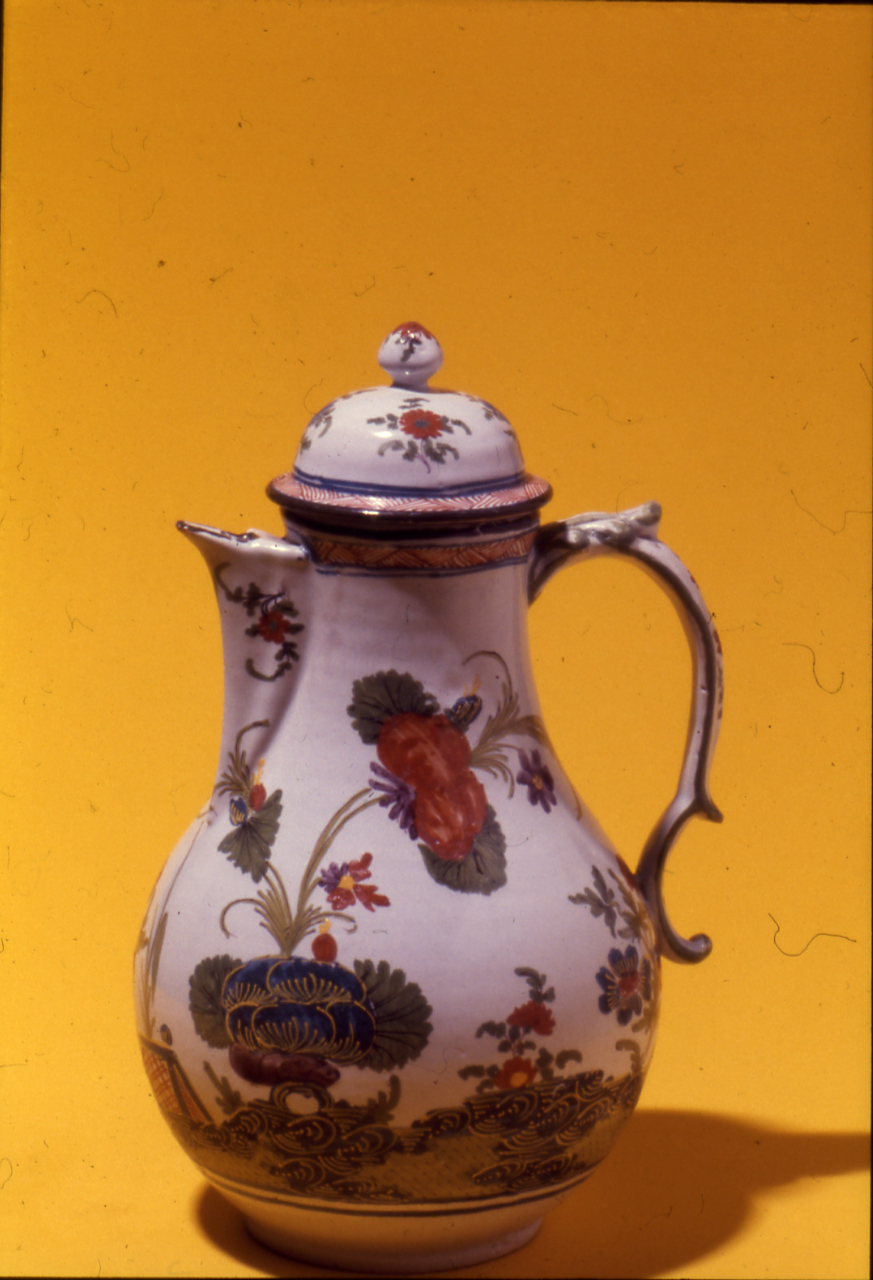
Eine Majolikakeramik der Sammlung (Paolo Monti, 1974)
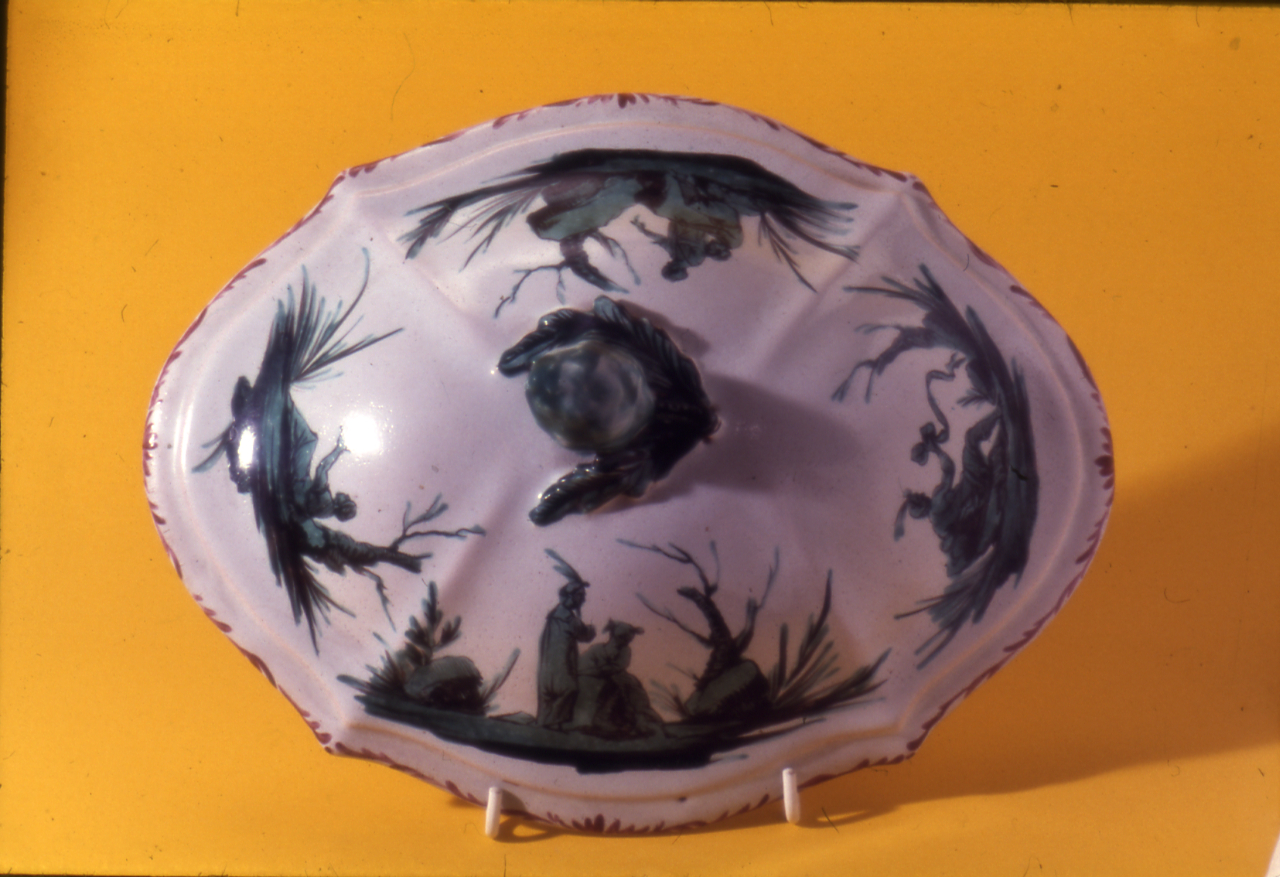
Eine Majolikakeramik der Sammlung (Paolo Monti, 1974)